# Jogya Baru
Jogya Baru is een bestuurslaag in het regentschap Bengkulu Utara van de provincie Bengkulu, Indonesië. Jogya Baru telt 237 inwoners (volkstelling 2010).